# Suren Hakopian
Suren Hakopian (ros. Сурен Петрович Акопян, ur. 1898 w Karsie, zm. 20 czerwca 1938) – radziecki działacz partyjny.

## Życiorys
Ormianin, od 1916 członek SDPRR(b), 1917-1920 agitator i organizator rejonowego komitetu RKP(b) w Tbilisi, 1921-1925 kierownik Wydziału Agitacyjnego i zastępca kierownika Wydziału Organizacyjnego Komitetu Rejonowego RKP(b) w Moskwie, 1925-1926 instruktor odpowiedzialny Moskiewskiego Komitetu Miejskiego RKP(b)/WKP(b). 1926-1928 sekretarz odpowiedzialny Komitetu Powiatowego WKP(b) w Sierpuchowie, 1928-1929 zastępca kierownika wydziału Komitetu Miejskiego WKP(b) w Moskwie, od 1929 instruktor odpowiedzialny KC WKP(b), kierownik wydziału Moskiewskiego Komitetu Miejskiego WKP(b), 1933 ukończył Instytut Czerwonej Profesury. Od 26 lutego 1933 do 20 grudnia 1934 I sekretarz Komitetu Obwodowego WKP(b) Udmurckiego Obwodu Autonomicznego, od 14 grudnia 1934 do 5 lutego 1937 II sekretarz Komitetu Krajowego WKP(b) w Kirowie, od stycznia do grudnia 1937 instruktor odpowiedzialny KC WKP(b).
11 grudnia 1937 aresztowany, 20 czerwca 1938 skazany na śmierć przez Kolegium Wojskowe Sądu Najwyższego ZSRR "za przynależność do antysowieckiej organizacji terrorystycznej" i rozstrzelany. 1 grudnia 1954 pośmiertnie zrehabilitowany.